# Anthenoides
Genre
Anthenoides est un genre d'étoiles de mer qui appartient à la famille des Goniasteridae.

## Caractéristiques
Ce sont des étoiles aplaties munies de cinq bras triangulaires pointus aux aisselles larges, avec des pores respiratoires situés le long des rayons mais absents des surfaces interradiales. Les plaques marginales sont volumineuses et anguleuses, formant une marge bien marquée. La plupart sont des étoiles de grandes profondeurs.

## Liste d'espèces
Selon World Register of Marine Species (5 novembre 2014) :
- Anthenoides cristatus (Sladen, 1889) -- Indo-Pacifique tropicl (la plus répandue)
- Anthenoides dubius H.L. Clark, 1938 (taxon douteux)
- Anthenoides epixanthus (Fisher, 1906) -- Pacifique nord du Japon à Hawaii
- Anthenoides granulosus Fisher, 1913 -- Pacifique et Madagascar
- Anthenoides laevigatus Liao & A.M. Clark, 1989 -- Mer de Chine
- Anthenoides lithosorus Fisher, 1913 -- Philippines
- Anthenoides marleyi Mortensen, 1925 -- De l'Afrique du Sud à la Réunion
- Anthenoides peircei Perrier, 1881 -- Caraïbes
- Anthenoides tenuis Liao & A.M. Clark, 1989 -- Mer de Chine

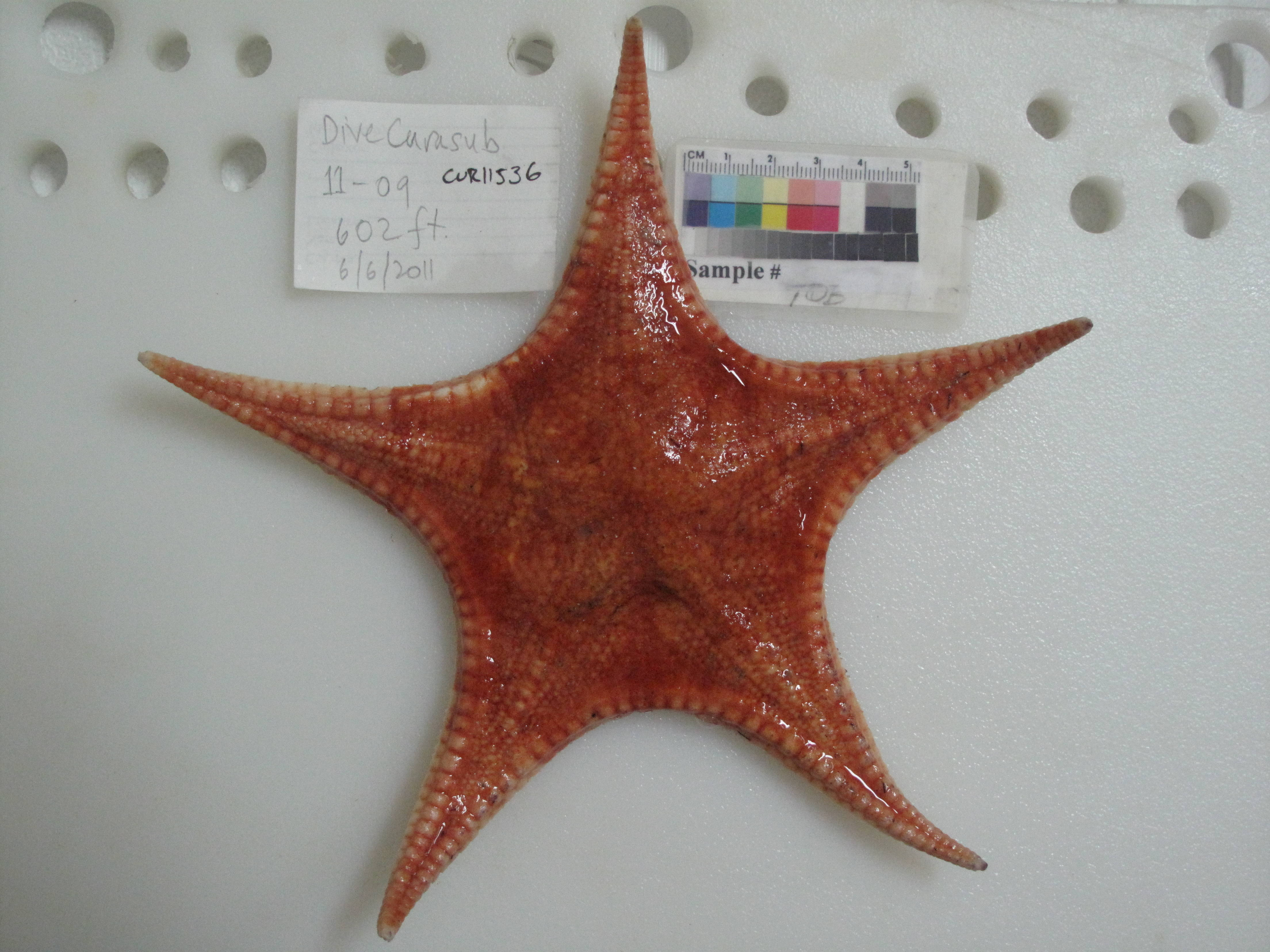
Anthenoides cristatus
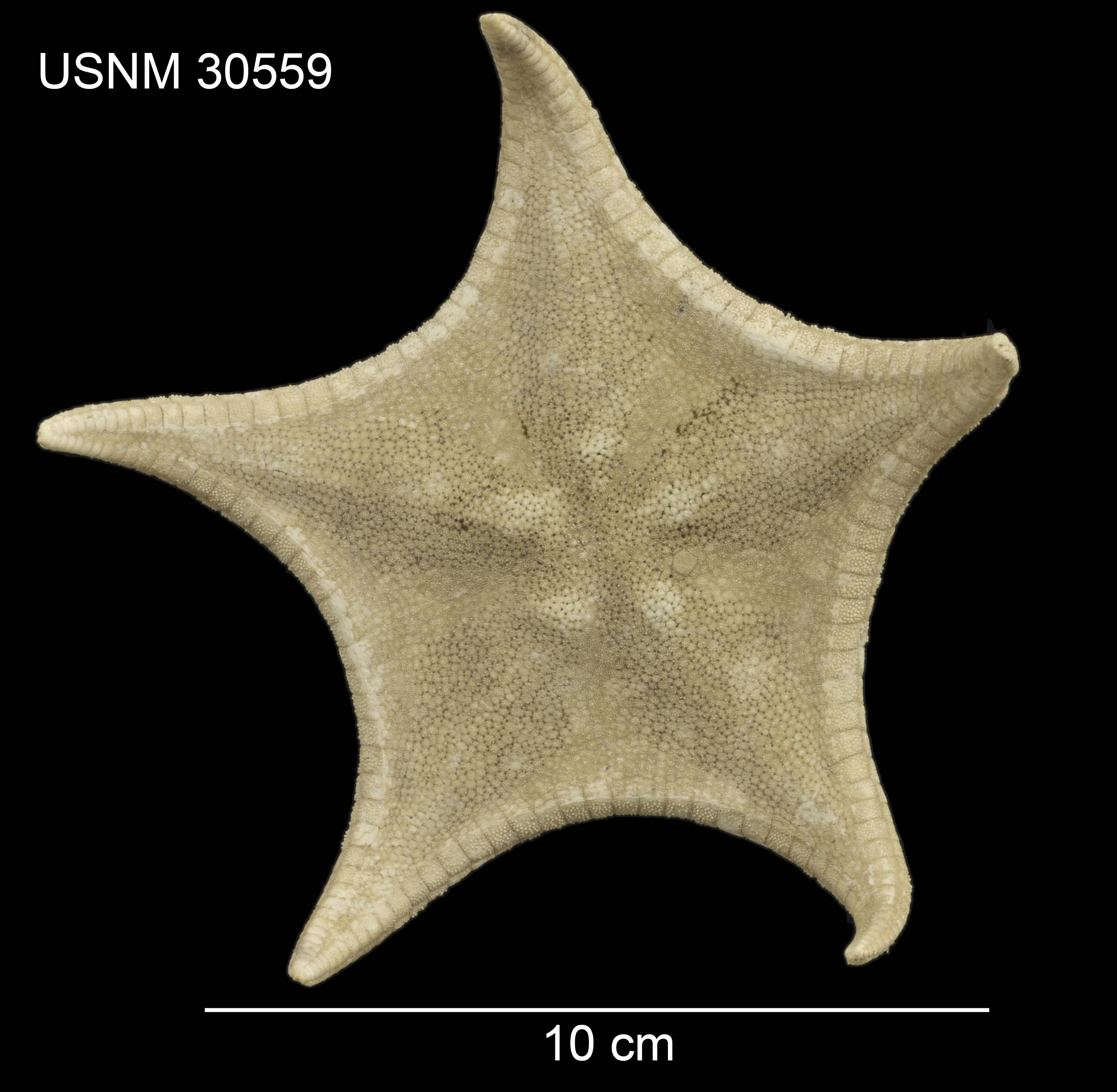
Anthenoides granulosus
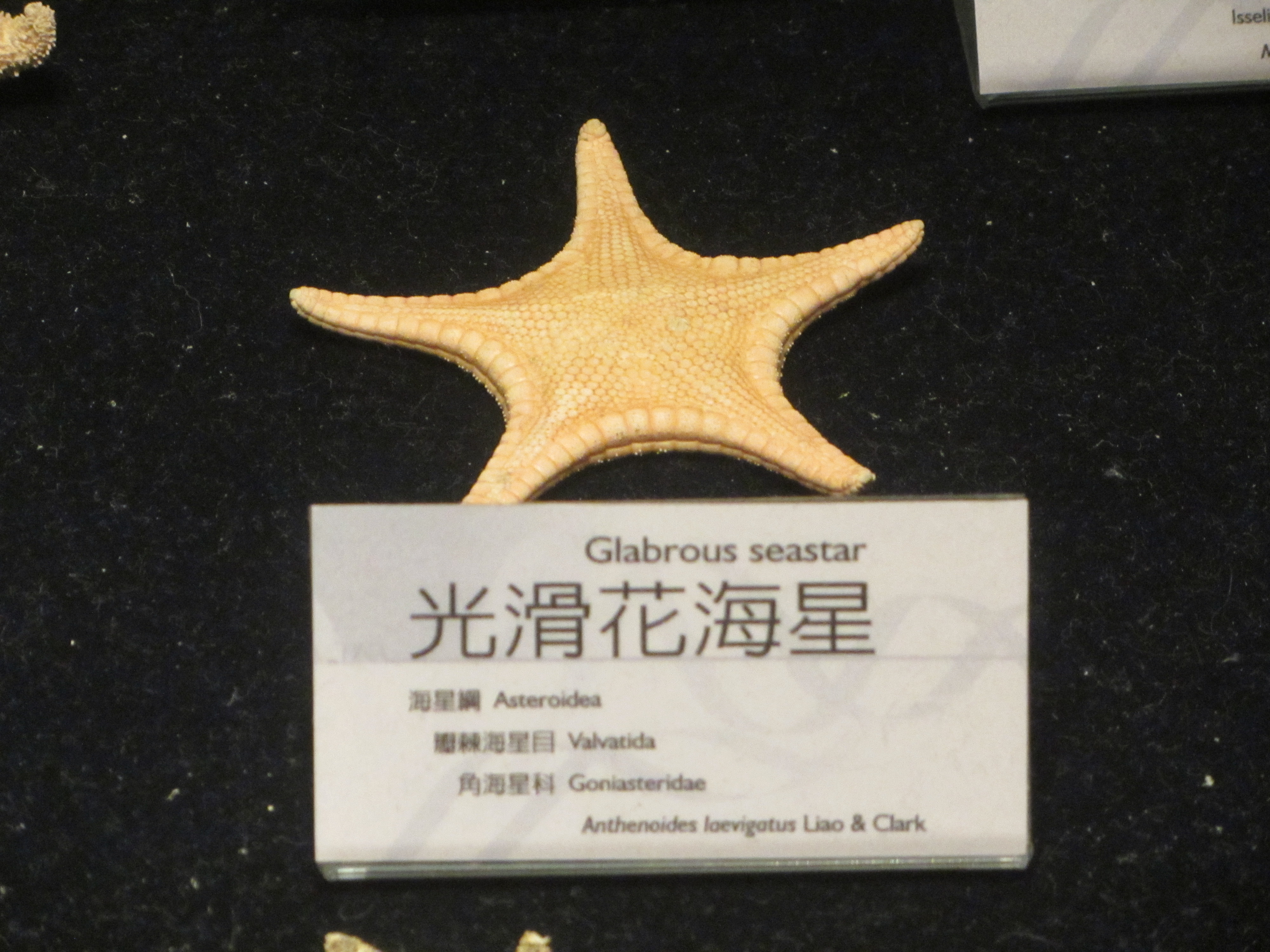
Anthenoides laevigatus
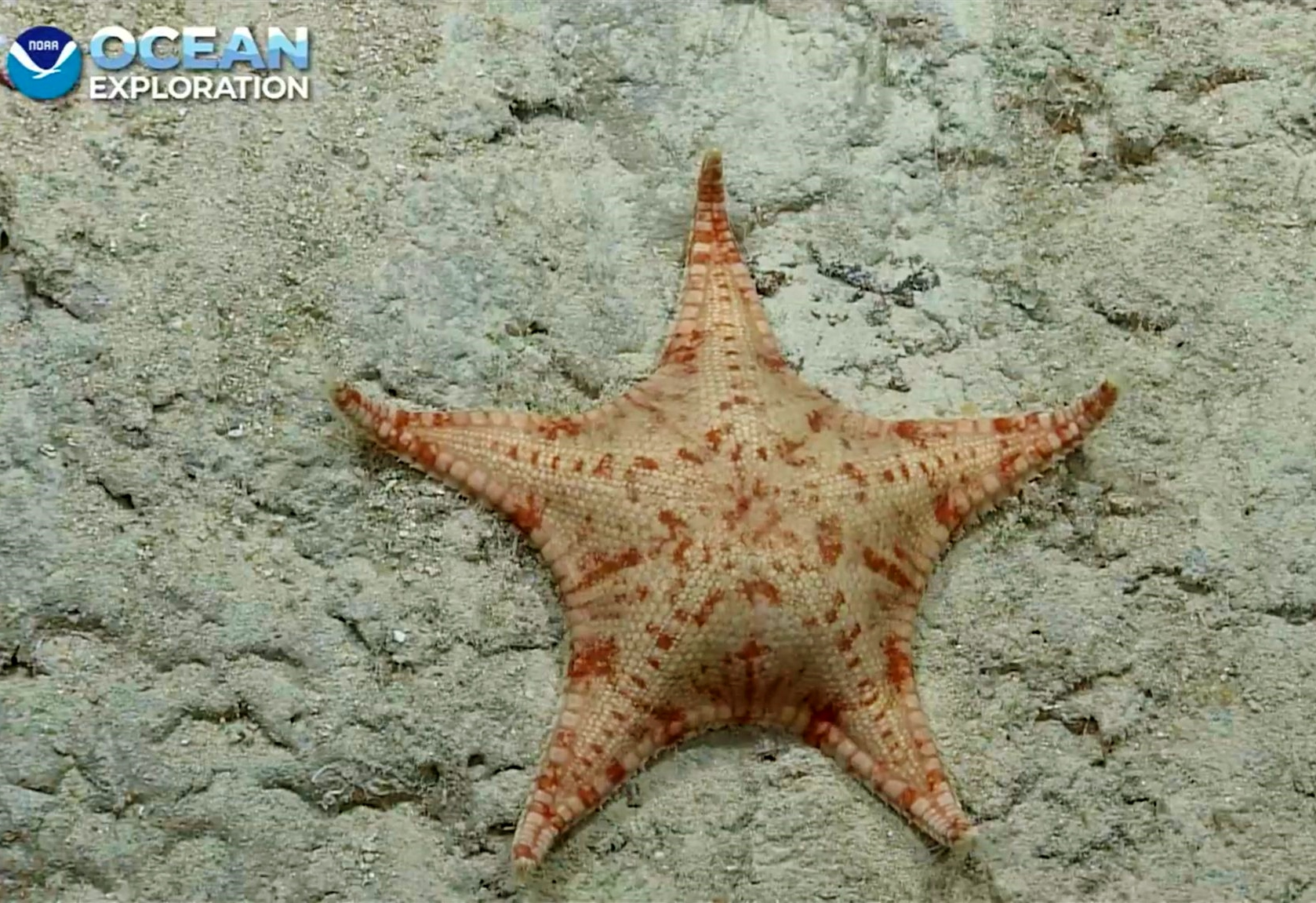
Anthenoides piercei